# 追憶夏色年華
《追憶夏色年華》是MOONSTONE於2015年1月30日發售的戀愛冒險類型成人遊戲。2017年7月12日由i-play在Google Play和One Store發行韓文版，2019年12月6日由HIKARI FIELD在Steam平台發行中文版。

## 故事簡介
男主角折口諒人和妹妹美羽離開三年後再度回到出生的故鄉灰土鎮，並且轉進向日葵學園就讀，同時與許久不見的青梅竹馬見面。
在相處過程中諒人漸漸察覺到青梅竹馬們人格中的黑暗，最終在諒人的努力下大家走出了過去的陰影。

## 登場角色
折口諒人
作品男主角。年幼時雙親便過世，與此同時能夠看見他人感情表現的「顏色」。
真鶴美紗季（聲：北坂利亞）
諒人的青梅竹馬，小時候和諒人感情很好，近來開始疏遠。視力很差但不願意戴眼鏡。
真乘寺文音（聲：南里一花）
諒人的青梅竹馬，大諒人一歲。個性溫柔且不拘小節，被其他人當成姐姐一般敬重。有在祥子家當女僕。
折口美羽（聲：春日アン）
諒人的雙胞胎妹妹，會直呼諒人的名字。由於缺乏生活能力，所以經常向諒人撒嬌。
摩庭祥子（聲：八尋まみ）
諒人的青梅竹馬，個性難以捉摸的少女，小時候經常遭受霸凌。喜歡兔子，手上總是抱著兔子的布偶。在學校中加入飼養社。

## 主題曲
片頭曲
作詞：天咲麗，作曲、編曲：iyuna，主唱：solfa feat.霜月遙
片尾曲
作詞：天咲麗，作曲、編曲：，主唱：solfa feat.
大結局片尾曲
作詞：天咲麗，作曲、編曲：橋咲透，主唱：solfa feat.茶太

## 評價
《追憶夏色年華》於「萌系遊戲大賞」2015年1月的月間賞獲得第3名，並於年間排名獲得第38名。

## 外部連結
- 追憶夏色年華遊戲官網 （页面存档备份，存于）（日語）
- 追憶夏色年華中文遊戲官網 （页面存档备份，存于）（简体中文）